# Брезолупи (Бановце на Бебрави)
Брезолупи (слч. Brezolupy) насељено је мјесто са административним статусом сеоске општине (слч. obec) у округу Бановце на Бебрави, у Тренчинском крају, Словачка Република.

## Становништво
| Година:    | 1994. | 2004.    | 2014.   | 2024.   |
| ---------- | ----- | -------- | ------- | ------- |
| Број људи: | 410   | 476      | 494     | 521     |
| Разлика:   |       | +16,09 % | +3,78 % | +5,46 % |

| Година:    | 2023. | 2024.   |
| ---------- | ----- | ------- |
| Број људи: | 506   | 521     |
| Разлика:   |       | +2,96 % |

Према подацима о броју становника из 2011. године насеље је имало 509 становника.